# Popivka, Sakî
Popivka (în ucraineană Попівка) este un sat în comuna Ștormove din raionul Sakî, Republica Autonomă Crimeea, Ucraina.

## Demografie
Componența lingvistică a localității Popivka
     Rusă (96,88%)
     Ucraineană (3,13%)
Conform recensământului din 2001, majoritatea populației localității Popivka era vorbitoare de rusă (96,88%), existând în minoritate și vorbitori de ucraineană (3,13%).